# Hall Pass
Hall Pass, titulada en castellano Carta blanca en España y Pase libre en Hispanoamérica, es una película cómica estrenada en 2011, el 25 de febrero en Estados Unidos, el 7 de abril en Argentina y el 6 de mayo en España. Está protagonizada por Owen Wilson y Jason Sudeikis y fue dirigida, escrita y producida por Peter Farrelly y Bobby Farrelly.

## Argumento
Rick (Owen Wilson) y Fred (Jason Sudeikis) son dos buenos amigos que llevan ya un largo tiempo casados. Aman profundamente a sus esposas, sin embargo no pueden evitar tontear con las guapas mujeres que se cruzan en su camino. Las esposas de cada uno, Maggie (Jenna Fisher) y Grace (Christina Applegate), están cansadas de vigilarlos por lo que deciden darles "carta blanca", con el fin de revitalizar su matrimonio.
Esa carta blanca consiste en que les darán una semana de libertad para que hagan lo que quieran y ellas no les harán preguntas después. Siete días en los que Rick y Fred tratarán de buscar todo aquello que creen que se están perdiendo por estar casados. Pero las cosas no saldrán como ellos pensaban. En un principio creían que era un sueño hecho realidad, pero finalmente se darán cuenta de que la vida de soltero no es como ellos esperaban.

## Reparto
- Owen Wilson como Rick.
- Jason Sudeikis como Fred.
- Jenna Fischer como Maggie.
- Christina Applegate como Grace.
- Richard Jenkins como Coakley.
- Alyssa Milano como Mandy.
- Nicky Whelan como Leigh.
- Alexandra Daddario como Paige.

## Producción

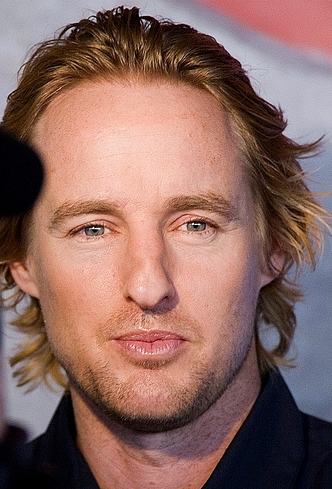
Owen Wilson como Rick.

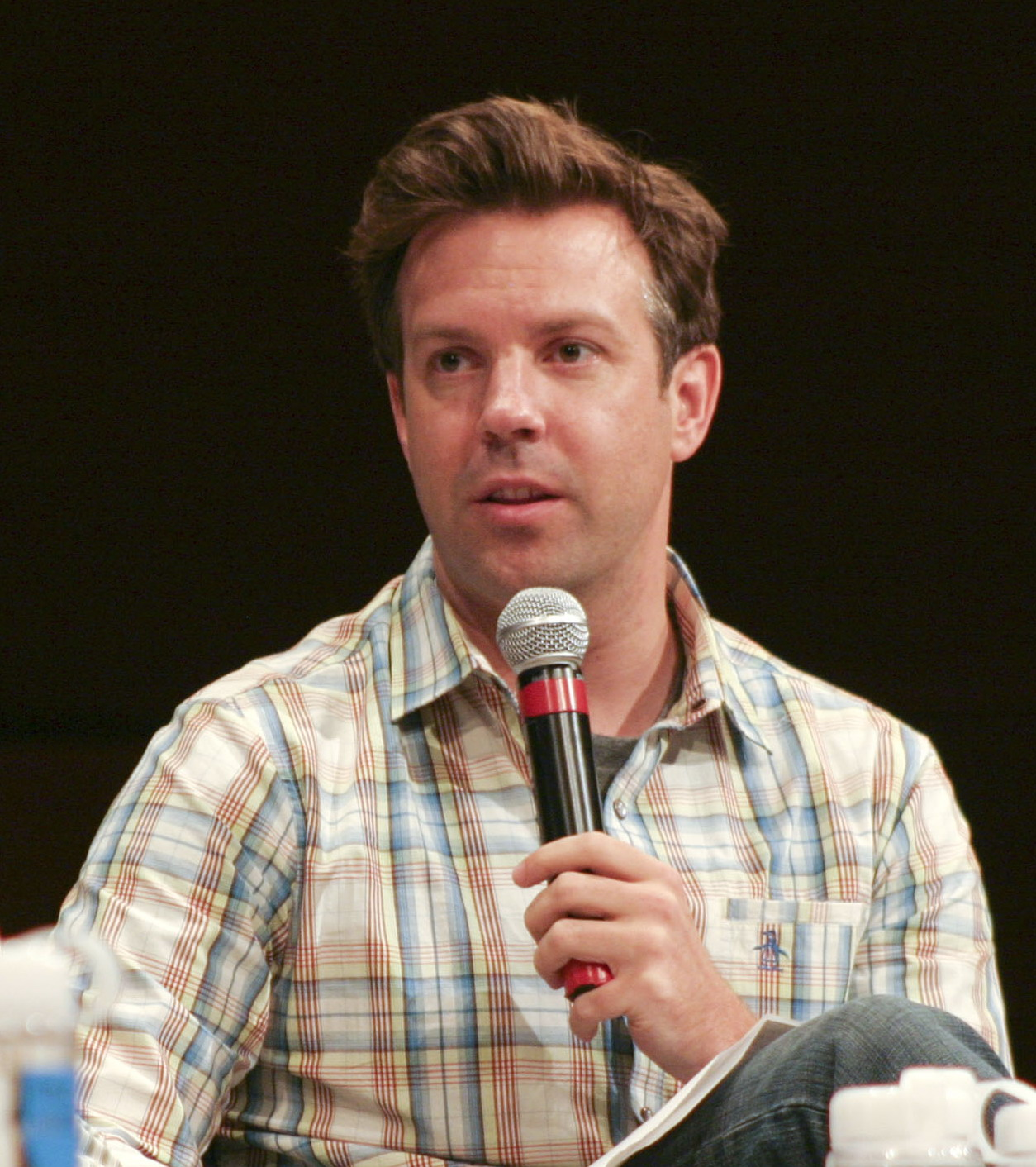
Jason Sudeikis como Fred.

Esta película se empezó a rodar el 23 de febrero de 2010 en diversas localizaciones de Estados Unidos. Se filmó en ciudades como Atlanta, Cumming, Days Inn, Johns Creek o Providence. Inicialmente Amanda Bynes formaba parte del reparto, pero finalmente abandonó el proyecto por problemas de agenda.

## Recepción

### Respuesta crítica
Según la página de Internet Rotten Tomatoes obtuvo un 33% de comentarios positivos, llegando a la siguiente conclusión: "algunos espectadores se sorprenderán de la defensa que los hermanos Farrelly hacen de los valores tradicionales en Hall Pass, por desgracia puede que también estén consternados por la ausencia de risas". Peter Travers escribió para Rolling Stone "el trailer es malo, pero la película en sí misma es mucho, mucho peor [...]". Elizabeth Weitzman señaló que "¿has pensado alguna vez que ojalá los anuncios de cerveza durasen 104 minutos? Los hermanos Farrelly están preparados para hacer realidad tus sueños [...]". Según la página de Internet Metacritic obtuvo críticas mixtas, con un 45%, basado en 36 comentarios de los cuales 12 son positivos.

### Taquilla
Estrenada en 2.950 cines estadounidenses debutó en primera posición con 13 millones de dólares, con una media por sala de 4.588 dólares, por delante de Gnomeo and Juliet. Recaudó 45 millones de dólares en Estados Unidos. Sumando las recaudaciones internacionales la cifra asciende a 83 millones. El presupuesto estimado invertido en la producción fue de 36 millones.